# Algersdorf (Kirchensittenbach)
Algersdorf ist ein Gemeindeteil der Gemeinde Kirchensittenbach im Landkreis Nürnberger Land (Mittelfranken, Bayern). Die Gemarkung Algersdorf hat eine Fläche von 14,096 km². Sie ist in 2646 Flurstücke aufgeteilt, die eine durchschnittliche Flurstücksfläche von 5327,40 m² haben. In ihr liegen neben dem namensgebenden Ort die Gemeindeteile Dietershofen, Entmersberg, Hohenstein, Morsbrunn, Obermühle und Steinensittenbach.

## Geographie
Das Dorf liegt im Sittenbachtal südlich von Steinensittenbach und Obermühle, nördlich von Dietershofen und Kirchensittenbach, nordwestlich von Morsbrunn und südwestlich von Hohenstein an der Staatsstraße 2404. Durch Algersdorf verläuft der Fränkische Marienweg.

## Geschichte
Am 1. Januar 1971 wurde Algersdorf in die Gemeinde Kirchensittenbach eingegliedert.

## Sehenswertes
- Der Märzenbecherwald von Algersdorf